# Davide Zoboli
Davide Zoboli (ur. 8 października 1981 w Parmie) – włoski piłkarz występujący na pozycji obrońcy.

## Kariera klubowa
Davide Zoboli jest wychowankiem Parmy, gdzie jednak nie rozegrał żadnego meczu w Serie A. Był bowiem wypożyczany do grających w niższych ligach Benevento i Sory. W 2002 trafił do grającej w Serie C2 Monzy. Dwa lata później został wypożyczony do AlbinoLeffe, gdzie zadebiutował w Serie B.
W 2004 podpisał kontrakt z Brescią. W Serie A zadebiutował 26 września 2004, w wygranym meczu w Udinese Calcio. Pierwszego gola na tym poziomie strzelił 13 lutego 2005, kiedy Brescia wygrała 2:0 z Cagliari Calcio. Na koniec sezonu jego drużyna spadła do Serie B i Zoboli grał tam przez kilka kolejnych lat.
Sezon 2009/2010 spędził na wypożyczeniu w Torino FC. Po roku powrócił do Brescii, która awansowała do Serie A.

## Kariera reprezentacyjna
W 2000 roku Davide Zoboli rozegrał jeden mecz w barwach drużyny narodowej do lat 20.